# Aisa Kirabo Kacyira
 (12 août 2025).
Le texte peut changer fréquemment, n’est peut-être pas à jour et peut manquer de recul. N’hésitez pas à participer, en veillant à citer vos sources.
Aisa Kirabo Kacyira, née vers 1965 et morte le 12 août 2025, est une femme politique puis diplomate rwandaise, notamment active pour l’Organisation des Nations Unies (ONU). Elle est auparavant gouverneur de la province de l’Est et maire de Kigali.

## Biographie

### Formation
Aisa Kirabo Kacyira étudie à l'École de banque et de gestion immobilière (SFB).   Elle poursuit par l’étude de la médecine vétérinaire à l'université Makerere en Ouganda. Elle est aussi diplômée de l'université James-Cook en Australie dont elle obtient une maîtrise en sciences vétérinaires en production animale et en économie,. 

### Carrière
Aisa Kirabo Kacyira est gouverneure de la province orientale du Rwanda et maire de la ville de Kigali de 2006 à 2011. 
De 2011 à 2018, elle est nommée directrice exécutive adjointe et sous-secrétaire générale du Programme des Nations Unies pour les établissements humains. À ce titre, elle joue un rôle important dans le développement de villes et d'établissements humains durables à travers le monde. Elle travaille en étroite collaboration avec des organisations gouvernementales et non gouvernementales.
Aisa Kirabo Kacyira devient ensuite cheffe du Bureau d’appui des Nations Unies en Somalie, poste qu’elle occupe dès février 2023 après sa nomination par le Secrétaire général des Nations Unies, António Guterres,,,,.

### Vie privée
Aisa Kirabo Kacyira est mariée et mère de quatre enfants. 

### Mort
Aisa Kirabo Kacyira meurt le 12 août 2025 à l'âge de 61 ans.

## Distinction
En 2008, la ville de Kigali a reçu un prix d'ONU HABITAT, qui a été remis à Aisa Kirabo Kacyira, qui était également maire de Kigali à l'époque,.